# Ramphotrigon flammulatum
Ramphotrigon flammulatum (лат.) (см. также Дельтаринхус) — вид воробьиных птиц из семейства тиранновых. Подвидов не выделяют.

## Распространение
Эндемики западной части Мексики.

## Описание
Общая длина тела 15-17 см. Средне-крупная мухоловка с тонким телом, тусклым оперением от оливкового до серо-коричневого цвета сверху, бледно-серой грудкой и бледно-желтым брюшком. Радужные оболочки коричневые. Клюв чёрный или коричневато-чёрный, основание клюва бледное или розоватое.

## Биология
Насекомоядны. В кладке 3-4 яйца (согласно подсчету в двух гнёздах). Яйца кремового цвета с округлыми коричневыми пятнами на широком конце, которые переходят в полосы к более узкому концу.